# Inula urumoffii
Inula urumoffii là một loài thực vật có hoa trong họ Cúc. Loài này được Degen mô tả khoa học đầu tiên năm 1912.